# Tangara
Tangara – rodzaj ptaków z podrodziny tanagr (Thraupinae) w rodzinie tanagrowatych (Thraupidae).

## Zasięg występowania
Rodzaj obejmuje gatunki występujące w Ameryce.

## Morfologia
Długość ciała 12–14 cm; masa ciała 12,5–31 g.

## Systematyka

### Etymologia
- Tangara: nazwa Tangara oznaczająca w języku tupi „tancerza, który odwraca się i obraca”, stosowana dla gorzyków, ale później (Marcgrave, 1648) używana również w odniesieniu do innych jasno upierzonych ziębo-podobnych ptaków[17].
- Calliste (Caliste): gr. καλλιστος kallistos „bardzo piękny”, forma wyższa od καλος kalos „piękny”[18]. Gatunek typowy: Tanagra tricolor J.F. Gmelin, 1789 (= Tanagra Seledon Statius Müller, 1776).
- Tanagrella: zdrobnienie nazwy rodzaju Tanagra Linnaeus, 1764 (tanagra)[19]. Gatunek typowy: Tanagra cyanomelas zu Wied, 1830[b].
- Aglaia: gr. αγλαια aglaia „piękno, splendor”, od αγλαος aglaos „wspaniały” (w mitologii greckiej Aglaja była jedną z trzech Charyt. Aglaja, Eufrozyna i Taleja, boginie wdzięku, piękna i radości, były córkami Zeusa i Eurynome)[20]. Gatunek typowy: Tanagra tatao Linnaeus, 1766 (= Aglaïa Chilensis Vigors, 1832).
- Calospiza (Callispiza): gr. καλος kalos „piękny”; σπιζα spiza „zięba”, od σπιζω spizō „ćwierkać”[21]. Gatunek typowy: Tanagra tricolor J.F. Gmelin, 1789 (= Tanagra Seledon Statius Müller, 1776).
- Hypothlypis: gr. ὑπο hupo „nieco, trochę”; θλυπις thlupis „nieznany, mały ptak”, być może rodzaj małej zięby. W ornitologii thlypis oznacza albo ptaka z rodziny gajówek, albo, jak w tym przypadku, cienkodziobą tanagrę[22]. Nowa nazwa dla Tanagrella.
- Gyrola: epitet gatunkowy Fringilla gyrola Linnaeus, 1758; zdrobnienie łac. gyrus „pierścień, okrąg”, od gr. γυρος guros „obręcz, pierścień”[23]. Gatunek typowy: Fringilla gyrola Linnaeus, 1758.
- Chrysothraupis: gr. χρυσος khrusos „złoto”; θραυπις thraupis „niezidentyfikowany, mały ptak”, być może typ jakiejś zięby, wspomniany przez Arystotelesa. W ornitologii thraupis oznacza tanagrę[24]. Gatunek typowy: Chrysothraupis icterocephala Bonaparte, 1851.
- Tatao: epitet gatunkowy Tanagra tatao Linnaeus, 1766; być może toponim (z Meksyku, Brazylii lub wysp z basenu Morza Karaibskiego?), etymologia nieznana[25]. Gatunek typowy: Tanagra tatao Linnaeus, 1766 (= Aglaïa Chilensis Vigors, 1832).
- Euprepiste: gr. ευπρεπιστος euprepistos „bardzo ładny”, forma wyższa od ευπρεπης euprepēs „przystojny, urodziwy”, od ευ eu „dobry”; πρεπω prepō „rzucać się w oczy”[26]. Gatunek typowy: Tanagra brasiliensis Linnaeus, 1766[c].
- Diva: epitet gatunkowy Tanagra diva Lesson, 1844[27]; łac. diva „bogini”, od divus „bóg”[27]. Gatunek typowy: Tanagra (Euphone?) Vassorii Boissonneau, 1840.

### Podział systematyczny
Do rodzaju należą następujące gatunki:

- Tangara vassorii (Boissonneau, 1840) – tangarka modra
- Tangara nigroviridis (Lafresnaye, 1843) – tangarka berylowa
- Tangara dowii (Salvin, 1863) – tangarka łuskowana
- Tangara fucosa Nelson, 1912 – tangarka zielonoucha
- Tangara cyanotis (Sclater,PL, 1858) – tangarka modrobrewa
- Tangara labradorides (Boissonneau, 1840) – tangarka lśniąca
- Tangara rufigenis (P.L. Sclater, 1857) – tangarka rdzawolica
- Tangara gyrola (Linnaeus, 1758) – tangarka rudogłowa
- Tangara lavinia (Cassin, 1858) – tangarka rdzawoskrzydła
- Tangara chrysotis (Du Bus, 1846) – tangarka złotoucha
- Tangara xanthocephala (von Tschudi, 1844) – tangarka żółtoucha
- Tangara parzudakii (Lafresnaye, 1843) – tangarka ognistogłowa
- Tangara arthus Lesson, 1831 – tangarka złota
- Tangara florida (P.L. Sclater & Salvin, 1869) – tangarka szmaragdowa
- Tangara icterocephala (Bonaparte, 1851) – tangarka cytrynowa
- Tangara johannae (Dalmas, 1900) – tangarka modrowąsa
- Tangara schrankii (von Spix, 1825) – tangarka złoto-zielona
- Tangara inornata (Gould, 1855) – tangarka szara
- Tangara mexicana (Linnaeus, 1766) – tangarka żółtobrzucha
- Tangara chilensis (Vigors, 1832) – tangarka zielonogłowa
- Tangara callophrys (Cabanis, 1849) – tangarka hiacyntowa
- Tangara velia (Linnaeus, 1758) – tangarka jasnorzytna
- Tangara cyanocephala (Statius Muller, 1776) – tangarka czerwonoszyja
- Tangara cyanoventris (Vieillot, 1819) – tangarka czarnogardła
- Tangara desmaresti (Vieillot, 1819) – tangarka czarnoczelna
- Tangara fastuosa (Lesson, 1832) – tangarka wspaniała
- Tangara seledon (Statius Muller, 1776) – tangarka seledynowa